# Coprinellus truncorum
Coprinellus truncorum är en svampart som först beskrevs av Giovanni Antonio Scopoli, och fick sitt nu gällande namn av Redhead, Vilgalys & Moncalvo 2001. Coprinellus truncorum ingår i släktet Coprinellus och familjen Psathyrellaceae.  Artens status i Sverige är: Ej påträffad. Inga underarter finns listade i Catalogue of Life.